# Space Cobra
Cobra (яп. コブラ Космическая кобра) — японская манга, автором и иллюстратором которой является Буити Тэрасава. Выпускалась в журнале Weekly Shōnen Jump с 1978 по 1984 год. Манга была собрана в 18 томов.
По мотивам манги и её продолжений были выпущены: 2 аниме-сериала, полнометражный фильм и 2 коротких OVA-сериала.

## Сюжет
В далёком будущем офисный работник Джонсон скучает, проводя рутинные и спокойные дни, пока не узнаёт о некой корпорации, которая позволяет своим клиентам окунуться виртуальный мир, где все желания становятся явью. Так Джонсон решает «стать» королём гарема, состоящего из прелестных девушек, и капитаном космического корабля. Так в виртуальной реальности он становится «Коброй», космическим путешественником, которого верно будет сопровождать женщина-андроид — Леди Армароид. Кобра использует «психо-ган», чтобы сражаться против инопланетных монстров и космического флота пиратов. Однако во время сражения он позволяет капитану Вайкену сбежать, и тот распространяет информацию о Джонсоне среди других флотилий пиратов, которые затем вместе нападают на корабль Джонсона, тот не выдерживает и разрушается. Так разочарованный Джонсон вынужден был покинуть игру.
По дороге домой Джонсон врезается в гоночную машину и видит, что его водитель выглядит абсолютно также, как и капитан Вайкен из виртуального мира. Тут же водитель называет Джонсона Коброй и пытается убить его. Джонсон подсознательно даёт команду о появлении психо-гана, который действительно появляется в руке и убивает Вайкена.
Джонсон спешит домой где встречает Бэна, и осознаёт, что потерял память трёх-летней давности о своей жизни. Внезапно у стекла он находит тайник, где находится револьвер, который Джонсон использовал в виртуальном мире. В это время в дом вламывается злоумышленник, который идентифицирует Джонсона, как Кобру. Его спасает прибывшая леди Армароид и вместе они убивают злоумышленника.
Позже Джонсон частично вспоминает о своём прошлом, что действительно был раньше Коброй, капитаном космического корабля, который боролся с пиратами, однако устал от такой жизни и решил изменить своё лицо путём хирургии и стереть память. А когда вошёл в виртуальный мир, подсознательно активировал память до амнезии. Так Джонсон решает возобновить свои путешествия и стать «по настоящему Коброй».

## Список персонажей
Кобра (яп. コブラ Кобура)
Сэйю: (Аниме, OVA, Cobra the Arcade) Нати Нодзава (фильм) Сигэру Мацудзаки, Ясуо Ямада (PC Engine игры), Наоя Утида (аниме 2010)
Главный герой истории и эпонимный персонаж. Использует в качестве оружия «психо-ган», кибернетический и лазерный пистолет, который получает сигналы непосредственно от мозга, а также сам целится в предполагаемых противников. Обладает сверх-человеческой выносливостью, за спиной носит «магнум-револьвер Colt Python 77».
Леди Армароид (яп. アーマロイド・レディ Амароидо Рэди)
Сэйю: Ёсико Сакакибара (Аниме 1982, 2010, OVA, Cobra the Arcade), Эцуко Исикава (PC Engine игры), Тосико Фудзита (игры PlayStation)
Давний партнёр Кобры была ранее человеком и её звали Эмиральда также его возлюбленной. Она была на пороге смерти и стала сверх-киборгом с помощью технологии погибшей цивилизации на Марсе. Всегда приходит ему на помощь и поддерживает. Обладает сверх-человеческой силой, не носит оружие, редко участвует в бою. В основном берёт на себя задачу пилотирования корабля «Тортуга». В английской версии манги её зовут «Андромеда».
Джейн Роял (яп. ジェーン・ロイヤル Дзэн Ройяру)
Сэйю: Тосико Фудзита (аниме), Акико Накамура (фильм), Масако Кацуки (PC Engine игры)
Первая из трёх дочерей капитана Нельсона, с которой встречается Кобра. Обладает уникальной татуировкой на спине, которая после сбора информации в хроматической последовательности образует карту, ведущую к кладу сокровищ. Работает охотником за головами, искала встречи с Коброй чтобы он помог найти её сестер. Была убита Кристал Боуи.
Катерина Роял (яп. キャサリン・ロイヤル Кясарин Ройяру)
Сэйю: Юко Сасаки (аниме), Тосико Фудзита (фильм), Манами Маруяма (PC Engine игры)
Вторая из дочерей капитана Нельсона, которая встречается с Коброй, самая робкая из троих. Единственная из сестёр, которая не участвует в сражениях и работает учителем. Была ранена Джейн находившись под гиптнозом и умерла спасая свою сестру.
Доминик Роял (яп. ドミニク・ロイヤル Доминику Ройяру)
Сэйю: Гара Такасима (аниме), Дзюн Фубуки (фильм), Кадзуэ Комия (PC Engine игры)
Третья из трёх дочерей капитана Нельсона. Очень похожа на свою сестру Джейн как внешне, так и по характеру. Офицер патрульного отряда млечного пути. Очень сильна и сотрудничает с Коброй. Закрывает глаза на случаи, когда Кобра нарушает законы правопорядка и имеет возможность арестовать его. Впервые Кобра помогал ей устранить незаконных космических наркоторговцев. Кобра узнал что она пропала вскоре нашёл её кожу и думал что она мертва. В конце сериала выясняется что её не убили а промыли ей мозги и внушили ей что она Мираль. После смерти лорда Саламандера, сознание Доминик вернулось, а Мираль исчезло. Дальнейшая судьба её неизвестна.
Кристал Боуи (яп. クリスタル・ボーイ Курисутару Бои)
Сэйю: Киёси Кобаяси (аниме, Cobra the Arcade), Горо Муцуми (фильм), Тэссё Гэнда (PC Engine игры), Кодзи Тотани (игры PlayStation)
Заклятый враг Кобры и в течение долгого времени единственный реальный соперник, который по силе не уступает Кобре. Киборг с золотым скелетом и непробиваемым стеклом. Работает на таинственную злую гильдию по главе с лордом Саламандером. В качестве оружия использует «коготь» на правой руке, с помощью которого он может раздавить что угодно и разрезать горло жертвы. Имеет встроенную лазерную пушку, которую может использовать как крюк.. Он был уничтожен Коброй отомстив ему за Джейн и Катерину Роялов.  В английской версии манги его зовут лорд Некрон. На русский ошибочно переводится как "Кристальный Парень". На деле "Crystal Bowie" правильный вариант, как подтверждено мангакой, который назвал его в честь ножа Боуи.
Сандра (яп. サンドラ Сандора)
Сэйю: Рэйко Тадзима (аниме)
Сначала служила лидеру «снежных горилл», пиратской гильдии и получила задание найти для гильдии абсолютное оружие, однако решает использовать его в своих целях, пока её не останавливает Кобра. В английской версии манги её зовут Надя.
Лорд Саламандер (яп. ロード・サラマンダー Родо Сараманда)
Сэйю: Хидэкацу Сибата (аниме)
Лидер пиратской гильдии, намеревается завоевать всю вселенную. Хотя сам он редко появляется в манге/аниме, обладает сильнейшими телекинетическими способностями. Может также телепортироваться, силой воли сжигать врага и затуманивать разум. В конце выясняется, что он является реинкарнацией Гитлера, который возродился через 3000 лет после своего поражения.
Бен (яп. ベン Бэн)
Личный робот-дворецкий Кобры. Неуклюжий и глуповатый. Позже выясняется, что это была Леди Армароид в маскировке.
Утопия Мор (яп. ユートピア・モア博士 Утопия Мур)
Сэйю: Мабуки Андо (OVA)
Женщина-Профессор которая хочет открыть тайну рождения Вселенной. За ней стала охотится гильдия но к ней приходит на помощь Кобра и начинает ей помогать. Со временем у них возникают романтические отношения.
Секрет (яп. シークレット Сэкрэт)
Сэйю: Маая Сакамото (аниме)
Девушка которую спасает Кобра от гильдии и видит что она очень похожа на его прежнюю возлюбленную Доминик Роял. Она просит помочь ей добраться до планеты Галон чтобы спасти Землю и Солнечную систему. Потом у них возникают романтические отношения. Позже выясняется что она ключ к золотым воротам Галона и открывает их.

## Манга
Манга изначально выпускалась в сэйнэн-журнале Weekly Shōnen Jump с 1978 по 1984 год. и позже была выпущена в танкобонах как часть серии Jump Comics. Манга также издавалась в эксклюзивном формате айдзобан, как часть серии Jump Comics Deluxe под названием Space Adventure Cobra. Манга была ограничено выпущена на территории США компанией Viz Media в 1990 году в 12 изданиях, каждое из которых включало в себя по 48 страниц. Английское издание включало в себя только основной сюжет и сагу о сёстрах Ройал. Диалоги к персонажам написал Марв Вулвмен. Книги, выпущенные Viz Media были опубликованы, как часть серии Viz Select Comics.
Японское издательство Shueisha выпускало мангу в формате кандзэбан под названием Space Adventure Cobra: Handy Edition, каждый том включал в себя от 1 до 10 глав манги. Издательство Shueisha также выпустило 3 эксклюзивные серии: Irezumi no Onna Hen (яп. 刺青の女編), Lag Ball Hen (яп. ラグ・ボール編) и Shido no Megami Hen (яп. シドの女神編), основанные на манге Cobra, как часть серии Shueisha Jump Remix, журналы с эксклюзивными сериями были выпущены в 2002 и 2003 годах.
Издательство Media Factory также выпустило эксклюзивный журнал с мангой Cobra Кандзэбан (яп. COBRA完全版) на основе основной сюжетной линии Cobra, как часть серии манги 30 века — Magic Doll. Манга Cobra также ограниченное время продавалась в формате e-book под названием, Space Adventure Cobra: Galaxy Knights (яп. SPACE ADVENTURE COBRA〜ギャラクシーナイツ).

## Продолжения
В сэйнэн-журнале Super Jump публиковались ряд продолжений манги Cobra. Первая манга под названием Cobra: Legend of the Holy Knight (яп. コブラ〜聖なる騎士伝説 Кобра:Сэйнару Киси Дэнсэцу) публиковалась в течение 1986 года, а также одним выпуском в журнале Weekly Shōnen Jump. Позже манга была выпущена в формане танкобона издательством Shueisha в 1988 году, как часть серии Jump Comics Deluxe. Манга была переиздана в Японии издательством Media Factory в 2008 году, как часть линии манги 30 века. В 1995 году в журнале Super Jump была опубликована цветная, графическая версия манги. Позже к «графической версии» стало выпускаться продолжение под названием Space Adventure Cobra: Magic Doll (яп. SPACE ADVENTURE COBRA〜マジックドール), которое выпускалось в журнале Super Jump с 2000 по 2002 год. Манга Space Adventure Cobra: Magic Doll была переиздана компанией Media Factory в журнале Monthly Comic Flapper как часть линии MF Comics под названием Cobra the Space Pirate: Magic Doll Mae Kōhen (яп. COBRA THE SPACE PIRATE マジックドール前・後編). После перевыпуска манги компания Media Factory выпустила одиночную главу под названием. Cobra the Space Pirate: Darkness God (яп. COBRA THE SPACE PIRATE 黒竜王). Компания Media Factory опубликовала ряд других отдельных выпусков под названием , Cobra the Space Pirate: Ragball (яп. COBRA THE SPACE PIRATE ラグボール), Cobra the Space Pirate: God's Eyes (яп. COBRA THE SPACE PIRATE 神の瞳), Cobra the Space Pirate: The Psychogun Kōhen (яп. COBRA THE SPACE PIRATE ザ・サイコガン 後編), Cobra the Space Pirate: The Psychogun Zenpen (яп. COBRA THE SPACE PIRATE ザ・サイコガン 前編) и Cobra the Space Pirate: Time Drive (яп. COBRA THE SPACE PIRATE タイム・ドライブ), все они были выпущены, как часть линии MF Comics.

## Аниме-сериалы
По мотивам манги были созданы 2 аниме-сериала, первый сериал под названием Space Cobra (яп. スペースコブラ) был выпущен студией TMS Entertainment и начал свою трансляцию в 1982 году. Режиссёр аниме — Осаму Дэдзаки, а продюсер — Тацуо Икэути. Сериал транслировался по телеканалу Fuji TV с 7 октября 1982 года по 19 мая 1983 года. Всего выпущена 31 серия аниме. Сериал был лицензирован американской компанией Nozomi Entertainment, которая планирует выпустить сериал в конце 2013 года.
Студией Magic Bus было также выпущено продолжение аниме-сериала Space Adventure Cobra (яп. スペースアドベンチャー　コブラ), которое транслировалось по телеканалу BS11 Digital с 1 января по 27 марта 2012 года. Всего выпущено 13 серий аниме. Согласно сюжету второго сезона Кобра после недолгой передышки вновь сталкивается с гильдией пиратов и спасает таинственную незнакомку по имени Секрет, которая очень похожа на Доминик Роял, первую возлюбленную Кобры.

## Анимационный фильм
Студией TMS Entertainment была выпущена первая экранизация манги, полнометражный мультфильм, который был также показан на территории США и Австралии. Музыку к английской версии заставки исполняла группа Yello. Также компанией Urban Vision была выпущена вторая версия английского дубляжа. Фильм был выпущен в Австралии и Новой Зеландии компанией Madman Entertainment, во Франции компанией Déclic Images и Бразилии компанией Flashstar. Мэфью Свит, американский певец при создании клипа Girlfriend использовал отрывок из аниме. Американская компания Discotek Media объявила 16 февраля 2012 года, что приобрела права на лицензию фильма для выпуска его на DVD. Фильм был выпущен 21 августа 2012 года.

## OVA
OVA-серии были созданы как часть экранизаций Cobra Первые серии под названием Cobra the Animation: The Psychogun (яп. COBRA THE ANIMATION ザ・サイコガン) были выпущены в 2008 году и являются прямым продолжением аниме-сериала 1982 года. Вторая часть серий под названием Cobra the Animation: Time Drive (яп. COBRA THE ANIMATION タイム・ドライブ) была выпущена в 2009 году. 2 OVA-сериала и аниме-сериал 2010 года были созданы в рамках проекта «сериалов 30 века».

## Видео-игры
Вместе с большим успехом аниме-сериала появилась возможность создавать игры по мотивам манги. Первая игра под названием Cobra: Kokuryū ō no Densetsu (яп. コブラ〜黒竜王の伝説) была разработана в 1989 году для PC Engine (TurboGrafx-16 в Америке), следом было выпущено продолжение к игре: Cobra 2: Densetsu no Otoko (яп. コブラ2〜伝説の男) для PC Engine. которое выпускалось в США и Европе для платформы Mega-CD (Sega CD в Америке). В 2005 году компанией Namco Bandai Games была разработана аркадная игра Cobra the Arcade. В 2008 году компанией WorkJam было разработано множество игр для мобильных телефонов: Space Adventure Cobra: The Psychogun (яп. SPACE ADVENTURE COBRA ザ・サイコガン), Space Adventure Cobra: Galaxy Knights (яп. SPACE ADVENTURE COBRA ギャラクシー・ナイツ), Space Adventure Cobra: Ōgon no Tobira (яп. SPACE ADVENTURE COBRA 黄金の扉), Space Adventure Cobra: Blue Rose (яп. SPACE ADVENTURE COBRA ブルーローズ) и Space Adventure Cobra: Time Drive (яп. SPACE ADVENTURE COBRA タイム・ドライブ). Компания Newgin разработала игру на основе патинко под названием CR Cobra,. Также, как часть линии произведений 30 века была разработана игра CR Cobra: Owari Naki Gekitō (яп. CR COBRA〜終わりなき劇闘〜). В игре Jump Ultimate Stars, выпущенной компанией Nintendo были включены ключевые персонажи из манги Cobra: Кобра, Кристал Боуи и Леди Армароид.

## Фильм
Известный французский режиссёр Александр Ажа объявил, что намеревается создать полнометражный фильм по мотивам манги Cobra. 30 апреля 2011 года на веб-сайте ComingSoon.net был представлен тизер рекламного плаката с изображением концепт-арта фильма «Кобра: Космические пираты», который также был показан на обложке международного издания журнала Variety в мае 2011 года. Как отметил Ажа, его инициатива обусловлена тем, что в детстве он увлекался мангой Cobra.

## Другие появления
Popy и Bandai выпускали игрушки наземного устройства Кобры — Психороида, как часть серии игрушек меха-роботов, игрушка также могла собираться в робота. Она получила простое название «Психо», дизайнером игрушки выступил Мураками Кацуси. В ограниченном выпуске были проданы «Cobra-виски 30 века». По мотивам манги были выпущены два арт-бука. Первый под названием Cobra Wonder: Concept Design Arts of Cobra World., а второй артбук Cobra Girls: Buichi Terasawa Illustration Kessakushū (яп. COBRA GIRLS―寺沢武一イラスト傑作集) был выпущен как часть серии Jump Comics Deluxe, главными персонажами здесь становятся женщины из оригинальный манги.

## Критика и популярность
Манга Cobra считается одной из самых продаваемых произведений всего времени журнала Weekly Shōnen Jump. Было продано в общей сложности 25 миллионов копий манги. По данным журнала Wizard манга Cobra вошла в список 25 популярнейших манг, переведённых на английский язык в США.
Представитель онлайн-журнала EX похвалила мангу за её «богатую фантазию», у которой нет равных среди других произведений. Главного персонажа она сравнила с Джеймсом Бондом. Однако костюмы, и космический мир получился как бы плагиатом на Барбареллу. Примечательно, что сюжет лишён сексуального подтекста и фанаты аниме стали ассоциировать женщин с красивой декорацией картины. С другой стороны отсутствуют стереотипные красавицы, между тем сюжет наполнен уникальными идеями, персонажами, монстрами и мирами, аналога которых не были в других произведениях того времени. Даже несмотря на то, что сегодня появилось гораздо больше хороших произведений, манги Cobra может всё ещё произвести незабываемое впечатление на читателя-любителя.
Анимационный фильм, созданный по мотивам манги получил смешанные отзывы. Тим Хендерсон, представитель сайта Anime News Network дал в общем не плохую оценку фильму, присвоив ему рейтинг «B». Он также похвалил английское озвучивание, как очень реалистичное. В общем фильм является шедевром и классикой своей эпохи, который стоит смотреть тем, кто хочет знать больше об аниме. Представители онлайн-журнала Sci Fi Channel дали смешанный отзыв, похвалив фильм за его психоделические образы, однако сюжет и его персонажи получились стереотипными.